# Chaser (hund)
Chaser, (28 april 2004 – 23 juli 2019), var en border collie som hade det största uppvisade minnet av alla djur borträknat människan. Hon kunde identifiera 1 022 leksaker från deras namn och hämta dem, samt skilja på verb och substantiv. Hon köptes 2004 av den då nyligen pensionerade psykologiprofessorn John Pilley, som tränade henne mellan fyra och fem timmar om dagen. Han publicerade resultatet av sitt experiment tillsammans med psykologen Alliston Reid, vid Wofford College i Spartanburg, South Carolina, i tidskriften Behavioural Processes.

## Tidigt liv
Professorn i psykologi John Pilley köpte border collien Chaser 2004 efter att ha gått i pension. Han hade läst om den hund som hade lärt sig flest ord, den tyska border collien Rico, med 200 stycken. Pilley tränade Chaser omkring fyra timmar om dagen, och lärde henne ett till två ord om dagen, genom att han visade henne ett objekt, upprepade dess namn, gömde leksaken och lät Chaser leta efter den, varpå Pilley fortsatte att upprepa dess namn. En gång i månaden gjorde Pilley ett diagnosticerande prov på Chaser.

## Fler ord och lärandeprocess
Border collier är kända för sin smarthet och motivation. De måste hela tiden ges uppgifter, annars blir de olyckliga och blir nervösa. Chaser verkar ha gillat utmaningarna, och lärt sig fler saker. John Pilley sade att "hon kräver fortfarande fyra till fem timmar om dagen. Jag är 82, och måste gå och lägga mig för att komma undan från henne. Ett av hans mål var att lära Chaser fler ord än Rico. Ordförrådet måste grunda sig på fysiska objekt som hunden kan få ett namn på och känna igen, och dessa köpte Pilley på Frälsningsarmén. För att komma ihåg alla orden skrev han leksakens namn på leksaken. Efter tre år bestod Chasers ordförråd av 800 tygdjur, 116 bollar, 26 frisbeer och olika plastsaker.
Ett människobarn lär sig i genomsnitt 10 ord om dagen och kan omkring 60 000 ord i de övre tonåren. Chaser lärde sig orden långsammare. Pilley vet inte hur stort Chasers ordförråd skulle kunna bli; när hon kunde 1 000 leksaker började han tröttna på att lära henne ord och började istället försöka introducera grammatik. Han frågade sig om hon skulle skilja mellan ett verb och ett substantiv. Detta lärde han henne genom att lära henne skillnaden på att peka, nosa och ta ett objekt, och hon lärde sig att utföra rätt åtgärd med rätt kommando, och hon lyckades. Pilley försökte även lära henne uteslutning. Han lade två för henne tidigare kända föremål jämte ett okänt, och hon lyckades plocka ut det okända och lära sig namnet på detta, även om hon tenderade att glömma bort dessa ord fortare. Den metod som hundar lär sig ord på är betingning där man kopplar ihop föremålet och substantivet.

## Resultat och publikation
Pilley skrev en artikel till Science där han beskrev sina experiment, men den publicerades inte. Han hade fått viss kritik mot experimentet, och åtgärdade dessa. Därefter publicerade han tillsammans med Alliston K. Reid en reviderad artikel till Behavioural Processes. Pilley och Reid skrev i sin slutsats att "det ger tydliga bevis att Chaser fick en refererande förståelse för substantiv, något som vanligtvis tillskrivs barn".

### Chaser och lingvistik
Hur viktigt experimentet är lingvistiskt är dock omtvistat. Chaser betingaded till att lära sig orden, vilket inte barn gör. Hon lärde sig alla ord som egennamn och inte appellativ som barn gör. Doktor Juliane Kaminski skulle inte vilja påstå att Chasers fall var ett steg mot ett språk, eftersom hon inte har bevisats förstå att en ändrad ordföljd ändrar betydelsen, något som Pilley dock säger att han arbetade på. Pilley ville utveckla metoder som underlättade kommunikation mellan människor och hundar. Pilley, Kaminski och flera andra inom området ansåg inte att Chaser var en exceptionellt smart hund, utan att hon hade fått exceptionellt mycket träning.
Kaminski menade dock att "det vi nu kan se tack vare Chaser, Rico och andra hundar som vi studerar är att somliga inlärningsprocesser som vi trodde var unikt mänskliga, som uteslutningsmetoden, delar vi med åtminstone med en annan art". Hon trodde att det var ett resultat av hundars samlevnad med människor.